# Club des Hashischins

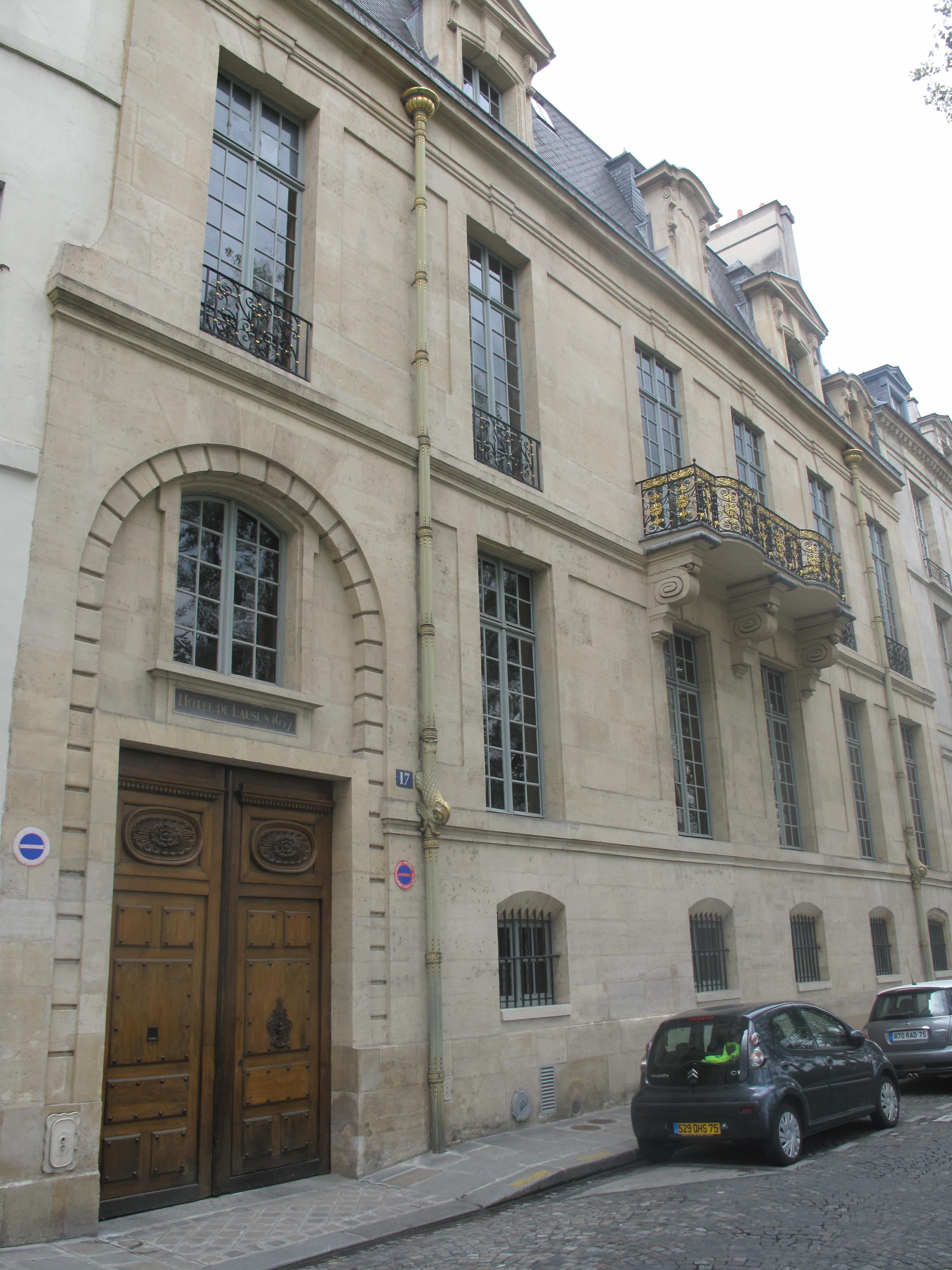
Hôtel de Lauzun, sedan 1658 ett hôtel particulier i Paris.

Le Club des Hashischins var en grupp i 1800-talets Paris som hängav sig åt att uppleva olika drogers effekt, främst haschisch. Klubben, som var aktiv mellan 1844 och 1849, hade månatliga sammankomster på Hôtel de Lauzun. Dess medlemmar kom från den franska litterära och kulturella eliten, bland dem Jacques-Joseph Moreau de Tours, Théophile Gautier, Charles Baudelaire, Gérard de Nerval, Eugène Delacroix och Alexandre Dumas d.ä..